# Jean Théobald Lagé
 (octobre 2020).
Si vous disposez d'ouvrages ou d'articles de référence ou si vous connaissez des sites web de qualité traitant du thème abordé ici, merci de compléter l'article en donnant les références utiles à sa vérifiabilité et en les liant à la section « Notes et références ».
Jean Théobald Lagé, né le 31 août 1816 à Rennes (France) et décédé le 10 avril 1898 à Paris (France), est un marin français, qui fut contre-amiral.

## Biographie

### Vie familiale
Jean Théobald Lagé Jean Théobald Lagé est le fils du baron Aspais Lagé, chef d'escadron, sous-inspecteur aux Revues, et de Louise Gilbert.
Il épouse Sophie Athénaïs Betting de Lancastel, fille de Michel Eusèbe Mathias Betting de Lancastel. Un fils est né de cette union, François Lagé (°1858-†1898).

### Carrière
En 1832, il s’engage dans la Marine nationale française. Il est élevé au rang d’enseigne de vaisseau en 1839 puis rejoint la 125° compagnie sur le croiseur Iéna.
En 1845, il est nommé lieutenant de vaisseau. Il est transféré sur la corvette Cassini en 1849. En 1854, il devient capitaine de frégate. Cette même année, il est nommé chevalier de la Légion d'honneur, puis officier de la Légion d'honneur en 1859.
En 1863, il est élevé au rang de capitaine de vaisseau.
En 1874, il est nommé contre-amiral et major général de la Marine.
Devenu cadre de réserve en 1869, il est retraité le 7 février 1880.
Le 24 octobre 1893, lors d’une visite officielle à Paris, le contre-amiral baron Jean Théobald Lagé, président de l’Union des yachts français, il remet au contre-amiral Theodor Avellan, commandant de l’Escadre russe de la Méditerranée, un brevet de membre honoraire de l’Union des yachts français dont il est président ainsi qu’une médaille commémorative en or à bord du yacht L’Almée.
Jean Théobald Lagé était le président du conseil maritime du Yacht-Club ainsi que de l’Union des Yachts français.

#### Décès
Jean Théobald Lagé meurt le 10 avril 1898 à Paris à l’âge de 81 ans.

## Distinctions
- 1854 : Chevalier de la Légion d'honneur
- 1859 : Officier de la Légion d’honneur